# Jonathan Spector
Pour les articles homonymes, voir Spector.
Jonathan Michael Paul Spector (né le 1er mars 1986) est un ancien joueur international américain de soccer jouant au poste de défenseur central.
Spector joue au soccer au St. Viator High School et commence sa carrière en club avec le Schwaben AC au Buffalo Grove, en Illinois, avant de se joindre au Sockers FC à Arlington Heights, dans le même État. Il reçoit un diplôme de la USSF de l'académie Bradenton en 2003 (ses parents sont venus de Siegen, en Allemagne) lui permettant d'acquérir un passeport allemand, il choisit d'aller en Europe.

## Carrière en club
Spector rejoint Manchester United en 2003, il fait sa première apparition dans le Community Shield contre Arsenal en août 2004. En décembre 2004, le manager Alex Ferguson annonce que Spector est prêté à Charlton pour le reste de la saison. Avant le début de la saison 2005-06, Spector est prêté à Charlton. Il finit la saison en commençant dans le 11 de départ à 16 reprises et 8 comme remplaçant.
Spector est transféré à West Ham United pour la somme de 500 000 £ en juin 2006. Il fait ses débuts avec le club pour la coupe de l'UEFA contre Palerme en Sicile le 28 septembre 2006. À la fin de la saison, il réalise 28 apparitions toutes compétitions confondues. Spector apporte un plus dans la défense de West Ham. On croit le 11 novembre 2007 que Spector marqué son premier but pour West Ham, lors d'une victoire 5-0 face à Derby County, mais ce but est attribué à Eddie Lewis contre son camp. Le 2 août 2011, il rejoint librement le club de Birmingham City après cinq ans passés à West Ham.
Le 15 mars 2019, libre de tout contrat, il s'engage jusqu'en mai 2019 avec le club écossais du Hibernian FC.

## Carrière internationale
En 2003, Spector joue pour l'équipe nationale des États-Unis au championnat du monde des moins de 17 ans en Finlande. Il joue son premier match pour l'équipe A le 17 novembre 2004 lors d'un match qualificatif pour la coupe du monde contre la Jamaïque. En 2005, Spector fait partie de l'équipe des États-Unis des moins de 20 ans à la Coupe du monde de football des moins de 20 ans 2005 aux Pays-Bas. Toutefois une blessure à l'épaule subie le 17 avril 2005 contre Portsmouth, ruine ses espoirs de jouer à la coupe du monde. Spector est un membre de l'équipe des États-Unis qui a bat le Mexique 2-1 en finale de la Gold Cup (CONCACAF) en juin 2007.

## Statistiques
| Pays | Club              | Saison          | Championnat national | Championnat national | Coupe nationale† | Coupe nationale† | International | International | Total | Total |
| Pays | Club              | Saison          | Apps                 | Buts                 | Apps             | Buts             | Apps          | Buts          | Apps  | Buts  |
| --- | ----------------- | --------------- | -------------------- | -------------------- | ---------------- | ---------------- | ------------- | ------------- | ----- | ----- |
| Drapeau des États-Unis                                                                                  | Chicago Sockers   | 2003            | ?                    | ?                    | ?                | ?                | ?             | ?             | ?     | ?     |
| Drapeau de l'Angleterre                                                                                 | Manchester United | 2004–06         | 3                    | 0                    | 2                | 0                | 2             | 0             | 7     | 0     |
| Drapeau de l'Angleterre                                                                                 | Charlton Athletic | 2005–06         | 20                   | 0                    | 4                | 0                | 0             | 0             | 24    | 0     |
| Drapeau de l'Angleterre                                                                                 | West Ham United   | 2006–           | 95                   | 2                    | 11               | 3                | 1             | 0             | 107   | 5     |
| Totaux carrière                                                                                         | Totaux carrière   | Totaux carrière | 118                  | 2                    | 17               | 3                | 3             | 0             | 138   | 5     |
| † Dont FA Cup, League Cup et FA Community Shield \| Dernière mise à jour : 13h55, 20 février 2011 (UTC) |                   |                 |                      |                      |                  |                  |               |               |       |       |

## Palmarès

### En club
Néant

### En sélection
- États-Unis
  - Gold Cup
    - Vainqueur : 2007
    - Finaliste : 2011

  - Coupe des confédérations
    - Finaliste : 2009